# Borzyszkowo (województwo kujawsko-pomorskie)
Borzyszkowo – wieś w Polsce położona w województwie kujawsko-pomorskim, w powiecie sępoleńskim, w gminie Więcbork.
Pierwszy znany zapis dotyczący istnienia Borzyszkowa pochodzi z 1443 roku i dotyczy ponownego osiedlania opuszczonych osad. Jest tu też szkoła podstawowa i stacja kolejowa PKP. Wieś położona przy jeziorze Głęboczek Mały.
W latach 1975–1998 miejscowość administracyjnie należała do województwa bydgoskiego. Według Narodowego Spisu Powszechnego (III 2011 r.) liczyła 62 mieszkańców. Jest najmniejszą miejscowością gminy Więcbork.